# PayByPhone
Vous pouvez aider à l'améliorer ou bien discuter des problèmes sur sa page de discussion.
- Il ne s’appuie pas, ou pas assez, sur des sources secondaires ou tertiaires. (Marqué depuis août 2018)
- Sa forme n'est pas encyclopédique et ressemble trop à un catalogue de vente, une plaquette publicitaire ou une offre commerciale. Pour remédier à cela, vous pouvez modifier l'article en adoptant un ton neutre et encyclopédique, notamment grâce à des sources secondaires indépendantes et de qualité qui analysent le sujet. (Marqué depuis novembre 2020)

- Archive Wikiwix
- Bing
- Cairn
- DuckDuckGo
- E. Universalis
- Gallica
- Google
- G. Books
- G. News
- G. Scholar
- Persée
- Qwant
- (zh) Baidu
- (ru) Yandex
- (wd) trouver des œuvres sur Wikidata

PayByPhone est un service de paiement par téléphone mobile pour le stationnement et les services de mobilité urbaine. L'application Smartphone PayByPhone permet de payer, prolonger et stopper un ticket de stationnement à distance.
La société fait partie du groupe Volkswagen Financial Services AG depuis fin 2016.

## Historique
PayByPhone a été créé en France en 2009 par Philippe Lerouge en joint venture avec la société Canadienne Verrus Technologie Inc. qui commercialisait une technologie de paiement du stationnement par serveur vocal. 
Entre 2010 et 2012, la marque PayByPhone a été par la suite adoptée au Royaume-Uni par Verrus UK puis en Amérique du Nord par Verrus Inc. Depuis décembre 2016, PayByPhone fait partie de Volkswagen Financial Services AG. 

## Services

### Le paiement du stationnement par téléphone
Le service PayByPhone est utilisé pour l’achat de tickets de stationnement dématérialisés à distance par le biais de différents canaux : Internet, Internet mobile, application Smartphone, serveur vocal, QR Code, tag NFC et SMS. Ce service est présenté comme un canal de vente complémentaire et de substitution à d’autres moyens de paiement dits « classiques ». Le contrôle du ticket est électronique et le système fonctionne en parallèle des dispositifs de Verbalisation Électronique.